# Société norvégienne

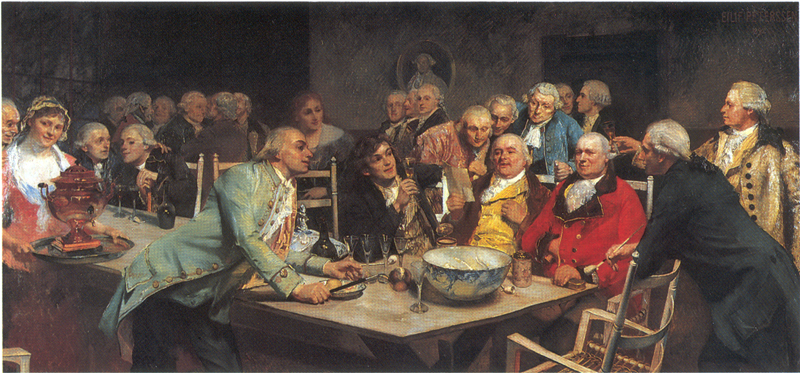
Réunion de la Société norvégienne dans le café de Madame Juel. Johan Herman Wessel à gauche face au poète Johan Nordahl Brun en veste rouge.

La Société norvégienne (norvégien : Norske Selskab) est une société littéraire créée par des étudiants norvégiens étudiants à l'université de Copenhague active de 1772 à 1813. Ses membres comprenaient des auteurs, des poètes et des philosophes. La Société norvégienne a été créée en 1772 par Johan Herman Wessel, Edvard Storm et Ove Gjerløw Meyer. Leur lieu de rencontre était le café de Madame Juel (Madame Juels Kaffehus) situé dans la rue Læderstræde à  Copenhague.

## Présentation
La Société norvégienne était un cercle littéraire de gentilshommes, à l'exception de la serveuse Karen Bach et de la poétesse Magdalene Sophie Buchholm. Les réunions étaient animées par des orateurs, des chansons, des discussions et des improvisations de récitation de poésie. Le club se considérait culturellement conservateur et dévoué au style empirique rationaliste de Ludvig Holberg. La Société norvégienne compta jusqu'à une centaine de membres.
Les membres de la Société norvégienne sont souvent considérés comme jouant un rôle central dans le réveil de la conscience patriotique norvégienne à la fin du XVIIIe siècle. De nombreux poèmes et pièces de théâtre avaient des thèmes patriotiques. Les poètes s'inscrivaient dans une tradition classique et leur hommage aux paysans norvégiens peut être influencé à la poésie romantique à l'égard des bergers français du début du siècle. La plupart des membres étaient des étudiants en théologie. 
La société a été abandonnée en 1813 après la création de la première université norvégienne, cependant un nouveau cercle d'écrivains portant le même nom a été recréé en 1818 en Norvège à Christiania. 
En 1885, un monument à Johan Herman Wessel a été érigé sur la place Wessel à Oslo.